# Martin i Soler
Il Martin i Soler è un traghetto appartenente alla compagnia di navigazione spagnola Baleària.

## Servizio
Varato nel giugno del 2008 nel cantiere navale Astilleros Hijos de J. Barreras di Vigo con il nome di Martin i Soler e consegnato il 19 gennaio 2009 alla Baleària, prende servizio nello stesso mese nei collegamenti tra Ibiza, Barcellona e Mahon.
Il 27 febbraio 2009 viene trasferito nei collegamenti tra Ibiza e Valencia.

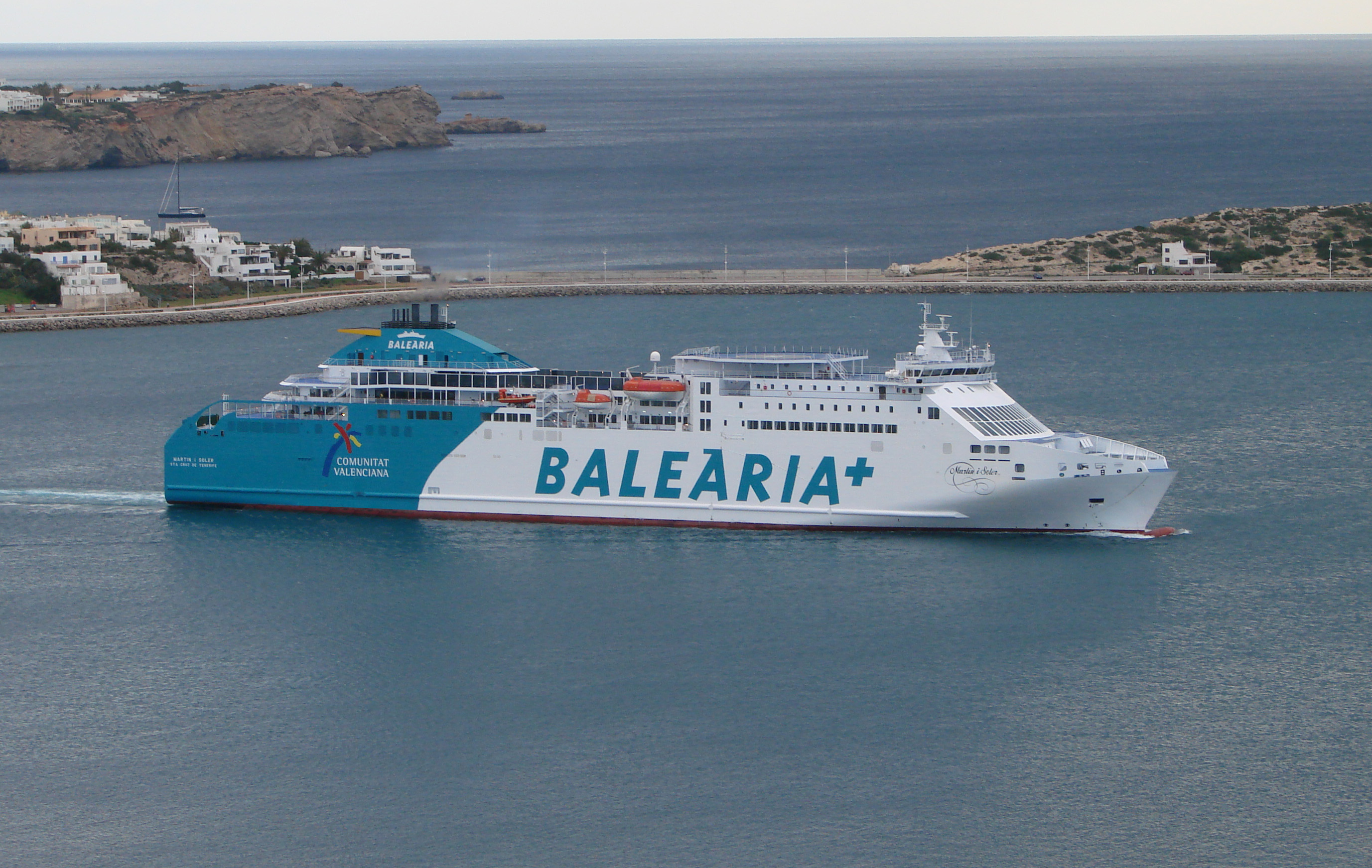
Il Martin i Soler in partenza da Ibiza nel 2011.

Il 4 maggio 2010 prende servizio nei collegamenti tra Barcellona, Alcudia, Palma di Maiorca e Ciudadella.
Nell'ottobre del 2011 viene trasferito nei collegamenti tra Algeciras e Tangeri Med.
Il 9 novembre 2018 torna in servizio nei collegamenti tra Huelva, Las Palmas e Santa Cruz de Tenerife. Successivamente torna in servizio nei collegamenti tra Barcellona, Alcudia e Ciudadella, dove opera tutt'oggi.